# I. Katalin címzetes latin császárnő
Catherine de Courtenay (magyarosan Courtenay Katalin, olaszul: Caterina di Courtenay; 1274. november 25. – Párizs, Francia Királyság, 1307. október 11.), a Courtenay-házból való címzetes konstantinápolyi latin császárnő 1283-tól 1307-es haláláig. Philippe de Courtenay címzetes császár és Nápolyi Beatrix császárné legidősebb leánya, Charles de Valois második felesége.

## Származása
Katalin 1274. november 25-én született a Capeting-ház Courtenay-házának tagjaként. Apja Philippe de Courtenay, aki II. Balduin latin császár és Brienne-i Mária császárné fia volt. Apai nagyapai dédszülei Péter császár és Flandriai Jolánta (V. Balduin hainaut-i gróf leánya), míg apai nagyanyai dédszülei I. János jeruzsálemi király és Leóni Berengária királyné (IX. Alfonz leóni király leánya) voltak.
Édesanyja a Capeting-dinasztia Anjou-házából való Beatrix nápolyi királyi hercegnő, Charles d’Anjou nápolyi és szicíliai király és Provence-i Beatrix grófnő leánya volt. Anyai nagyapai dédszülei VIII. Lajos francia király és Kasztíliai Blanka királyné (VIII. Alfonz kasztíliai király leánya), míg anyai nagyanyai dédszülei IV. Rajmund Berengár provence-i gróf és Savoyai Beatrix (Tamás savoyai gróf leánya) voltak.

## Házassága és gyermekei
Katalin férje Capeting-ház Valois-házából való Károly herceg lett. Károly volt III. Fülöp francia király és Aragóniai Izabella királyné legifjabb fia, IV. Fülöp király testvére. Károly és Katalin házasságára 1301. február 28-án került sor Párizsban. Felesége jogán Károly névleges konstantinápolyi latin társcsászár lett. Kapcsolatukból összesen négy gyermek született, akik közül három leány érte meg a felnőttkort. Gyermekeik:
- János herceg (1302–1308), fiatalon elhunyt;
- Katalin hercegnő (1303 körül –1346), anyja jogán címzetes laton császárnő;
- Johanna hercegnő (1304–1363), Robert d’Artois hitveseként Beaumont grófnéja;
- Izabella hercegnő (1305–1349), Fontevraud apátnője;

## Fordítás
- Ez a szócikk részben vagy egészben  a   Catherine I, Latin Empress című angol Wikipédia-szócikk fordításán alapul.  Az eredeti cikk szerkesztőit annak laptörténete sorolja fel. Ez a jelzés csupán a megfogalmazás eredetét és a szerzői jogokat jelzi, nem szolgál a cikkben szereplő információk forrásmegjelöléseként.

| I. Katalin Capeting-ház Courtenay-ház Született: 1274. november 25. Elhunyt: 1307. október 11. |                                                   |                       |
|                                                                                                |                                                   |                       |
| Előző I. Fülöp                                                                                 | – T I T U L Á R I S – Latin császárnő 1283 – 1307 | Következő II. Katalin |